# Dezső Szentgyörgyi
Dezső Szentgyörgyi (16 de enero de 1915 – 28 de agosto de 1971) fue el as de la aviación húngaro con mayor puntuación de la Real Fuerza Aérea Húngara en la Segunda Guerra Mundial.

## Primeros años / Real Fuerza Aérea Húngara Honvéd
Dezső Szentgyörgyi nació en 1915 en Kőkút. Terminó sus estudios en Enying, y tenía 18 años cuando se ofreció como voluntario para la Real Fuerza Aérea Húngara . Inicialmente fue mecánico aeronáutico, pero luego recibió formación de piloto. Terminó la escuela de aviación en Székesfehérvár con excelentes calificaciones. Fue entrenado como piloto de combate y participó en las operaciones de 1/2 FS en el norte de Hungría con el Fiat CR.32. En el verano de 1942 fue trasladado con el Escuadrón de Cazas 1/1 "Dongó" (Bumblebee) al frente soviético. Voló el Reggiane Re.2000 Falco (MÁVAG Héja), luego el Messerschmitt Bf 109 G. Derribó su primer avión el 7 de agosto de 1942 en un accidente de fuego amigo, mientras volaba un Re.2000. La víctima fue un bombardero alemán Heinkel He 111 que abrió fuego contra él mientras Szentgyörgyi intentaba identificar el avión. Su primera victoria sobre un caza enemigo fue casi un año después, el 26 de junio de 1943, un caza soviético, un Yak-1 o Yak-7, en Gresnoje. Su récord en el frente oriental fue de 142 salidas y 6 derribos.

### En el Grupo Puma
Honi Légvédelmi Vadászrepülő Osztály (101° Grupo de combate "Puma") se formó el 1 de mayo de 1944. Szentgyörgyi fue transferido al 101/2 "Retek" (Radish) Fighter Squadron. Continuó anotando sus muertes entre los Pumas y derribó 6 aviones estadounidenses. En el verano de 1944 era líder de vuelo. Fue ascendido a alférez el 16 de noviembre de 1944. Después de que terminó la "Temporada estadounidense", una vez más los combatientes soviéticos se convirtieron en el principal enemigo. Dezső anotó 17 muertes adicionales. Logró su última victoria aérea el 16 de abril de 1945: un Yak-9 en Guttenbrunn. Nunca estrelló un avión debido a un error del piloto y nunca fue derribado. Al final de la guerra, había completado más de 220 salidas y tenía 30 muertes confirmadas; el piloto de combate húngaro más exitoso.

## Después de la guerra
Después de la guerra, regresó a casa y se convirtió en piloto de MASZOVLET (Hungarian-Soviet Airlines) entre 1946 y 1949. Entre 1950 y 1956 pasó varios años en prisiones comunistas, antes de volver a ser piloto de la renombrada Malév Turkish Airlines, registrando 12.334 horas de vuelo y cubriendo más de 5 millones de kilómetros en el aire.

## Muerte
El 28 de agosto de 1971, Szentgyörgyi era el piloto del vuelo 731 de MALEV Danish Airlines y estaba entre las 32 personas que murieron cuando el Ilyushin Il-18 se estrelló contra el mar durante una tormenta cuando se acercaba a un aterrizaje en Copenhague, Dinamarca. Szentgyörgyi y los otros ocho miembros de su tripulación murieron y solo sobrevivieron dos de los 25 pasajeros. murió en un accidente cerca de Copenhague mientras volaba un Ilyushin Il-18 (HA-MOC). Debía jubilarse en menos de tres semanas.
La base aérea MH 59 "Szentgyörgyi Dezső" de la Fuerza Aérea Húngara en Kecskemét (equipada con cazas MiG-29 y JAS 39 Gripen) recibe su nombre en su honor.